# Harry Chesler
Harry Chesler, né le 12 janvier 1898 et mort le 29 décembre 1981, est un éditeur de comics. Il fut le premier en 1936 à diriger un studio spécialisé dans la création de comics diffusés ensuite par des maisons d'édition telles que DC Comics.

## Biographie
Harry Chesler naît le 12 janvier 1898. Après avoir travaillé dans le domaine de la publicité, il décide en 1936 de créer une société de production de comics. En effet, à l'époque, le format du comic book, créé en 1935 par Max Gaines, est récent. Ces comic books à l'origine sont constitués seulement de reprises de comic strips. Le succès de ces magazines pousse de nombreux entrepreneurs à créer leur propre maison d'édition mais assez vite le manque de strips à publier se fait sentir et pour remplir les pages de leurs magazines les éditeurs sont amenés à chercher des histoires originales. Harry Chesler est le premier à proposer à ces éditeurs des contenus clés en main qu'il ne reste plus qu'à faire distribuer. Ces premiers clients sont National Allied Publishing, dirigé par  Malcolm Wheeler-Nicholson et Comics Magazine Company. Par la suite, Centaur Publications en 1938 et MLJ décident aussi de travailler avec lui. Pour répondre à la demande, Chesler organise rationnellement le travail des artistes. Les scénaristes écrivent les histoires dans le hall de l'immeuble où est installé le studio ou chez eux puis le script est confié à des dessinateurs qui se passent la planche en ayant chacun une tâche à accomplir. Chesler s'attache les services de nombreux auteurs dont Paul Gustavson, Charles Biro, Gill Fox, Fred Schwab, Creig Flessel, Irv Novick (dessinateur de The Shield), Fred Guardineer, Jack Cole. À côté de ce travail pour d'autres éditeurs, Chesler produit aussi ses propres comics avec la marque Ultem Publications.
De nombreux éditeurs s'adressent au studio pour avoir des histoires toutes faites, voire des comics complets. Aussi, la société se développe-t-elle et Chesler engage de nombreux artistes. Le studio compte près 40 dessinateurs occupant chacun une table à dessin et produisant des histoires publiées dans 300 comics. Toutefois, l'après-guerre marque le glas du système du studio car les maisons d'édition préfèrent engager elles-mêmes leurs artistes. En 1947, Chesler cesse son activité d'éditeur et en 1953 il ferme son studio. Il meurt en décembre 1981.